# Gabriel Oscar Pyot
Gabriel Oscar Pyot nació el 6 de julio de 1840 en Isère (Grenoble), Francia y falleció el 16 de febrero de 1919 en París, siendo al momento de su muerte coronel de infantería retirado y Comandante de la legión de honor de Francia.
Entró al ejército el 6 de noviembre de 1858 y a los pocos años es enviado a México durante la guerra de intervención francesa el 23 de agosto de 1862, con el grado de subteniente y designado como teniente el 16 de marzo de 1865 poco antes de la batalla de Parral, ocurrida el 8 de agosto donde falleció el general Pedro Meoqui, perdiendo la plaza el ejército francés para recuperarla días después. Pyot regresa a Francia, tras la restauración de la república, el 1.º de mayo de 1867 sirviendo posteriormente en Alemania y campañas en África francófona. Llegó a teniente coronel en 1886.